# Eucera douglasiana
Eucera douglasiana är en biart som först beskrevs av Cockerell 1906.  Eucera douglasiana ingår i släktet långhornsbin, och familjen långtungebin. Inga underarter finns listade i Catalogue of Life.